# خورخي فاكا
خورخي فاكا (بالإسبانية: Jorge Vaca)‏ مواليد 14 ديسمبر 1959 في غوادالاخارا، المكسيك، هو ملاكم محترف مكسيكي يصنف ضمن فئة وزن الوسط بدأ مسيرته الاحترافية سنة 1978.

## المسيرة الاحترافية
من نزالاته:
- خسر أمام كوري سبينكس بالضربة الفنية القاضية (2000/09/17).
- تعادل مع هيكتور كاماتشو بقرار فني (1999/11/27).
- خسر أمام راوول ماركيز (1994/11/05).
- خسر أمام يوري بوي كامباس بالضربة الفنية القاضية (1994/02/16).

## إحصائيات
خاض خلال مسيرته 92 نزالا، فاز في 66 وتعادل في 2 وخسر في 24. فاز بالضربة القاضية في 51 نزالا.

## روابط خارجية
- خورخي فاكا على موقع بوكس ريك (الإنجليزية) (registration required)